# Jakten på en mördare (2020)
Jakten på en mördare är en svensk deckare/polisserie från 2020 med bland andra Anders Beckman, Lotten Roos och Magnus Schmitz. Serien är en miniserie i sex delar.

## Om serien
Serien bygger på det omtalade Helénmordet 1989, där den tioåriga Helén Nilsson i Hörby blev mördad på ett sadistiskt sätt. Jakten på en mördare berättar historien om den spaningsgrupp med Per-Åke Åkesson i spetsen som löste flera kvinnomord i nordöstra Skåne och till slut även det till synes olösbara fallet med Helén. Serien bygger på Tobias Barkmans reportagebok med samma namn.
Serien hade premiär i Sveriges Television 2020.

## Mottagande
I Aftonbladet beskrevs serien som "stark, obehaglig och tragisk", där "ett stycke verklig modern svensk kriminalhistoria skildras sobert och metodiskt", med en ton som är "återhållen, vemodig och respektfull".

## Rollista
- Anders Beckman – Per-Åke Åkesson
- Lotten Roos – Monica Olhed
- Håkan Bengtsson – Erik Johansson
- Lars Schilken – Tonny Andersson
- Rasmus Troedsson – Krister Berg
- Minoo Mårtensson – Helén Nilsson
- Sasha Becker – Jannica Ekblad
- Magnus Schmitz – Ulf Olsson
- Christian Fex – Arne Svensson
- Emilie Strandberg – Annika Melin
- Olof Yassin – Leif Storm
- Anders Aldgård - Tor Lund